# John Anton Christian Nicolaus Stenersen
John Anton Christian Nicolaus Stenersen, född	den 11 maj 1832 i Kristiania (nuvarande Oslo), död där en 3 februari 1873, var en norsk präst. Han var son till Stener Johannes Stenersen.
Stenersen var teologilärare vid Askers lärarseminarium 1857–1867, senare stiftskaplan i Kristiania och från 1870 residerande kaplan i Skjeberg. Han ombesörjde bland annat en ny upplaga av Nissens Samtaler over Luthers lille katechismus (1865) och författade bland annat monografin Den mosaiske gudstjeneste (1862) samt Methodismens historie og lære (1870).